# 한스 헤르만 폰 카테

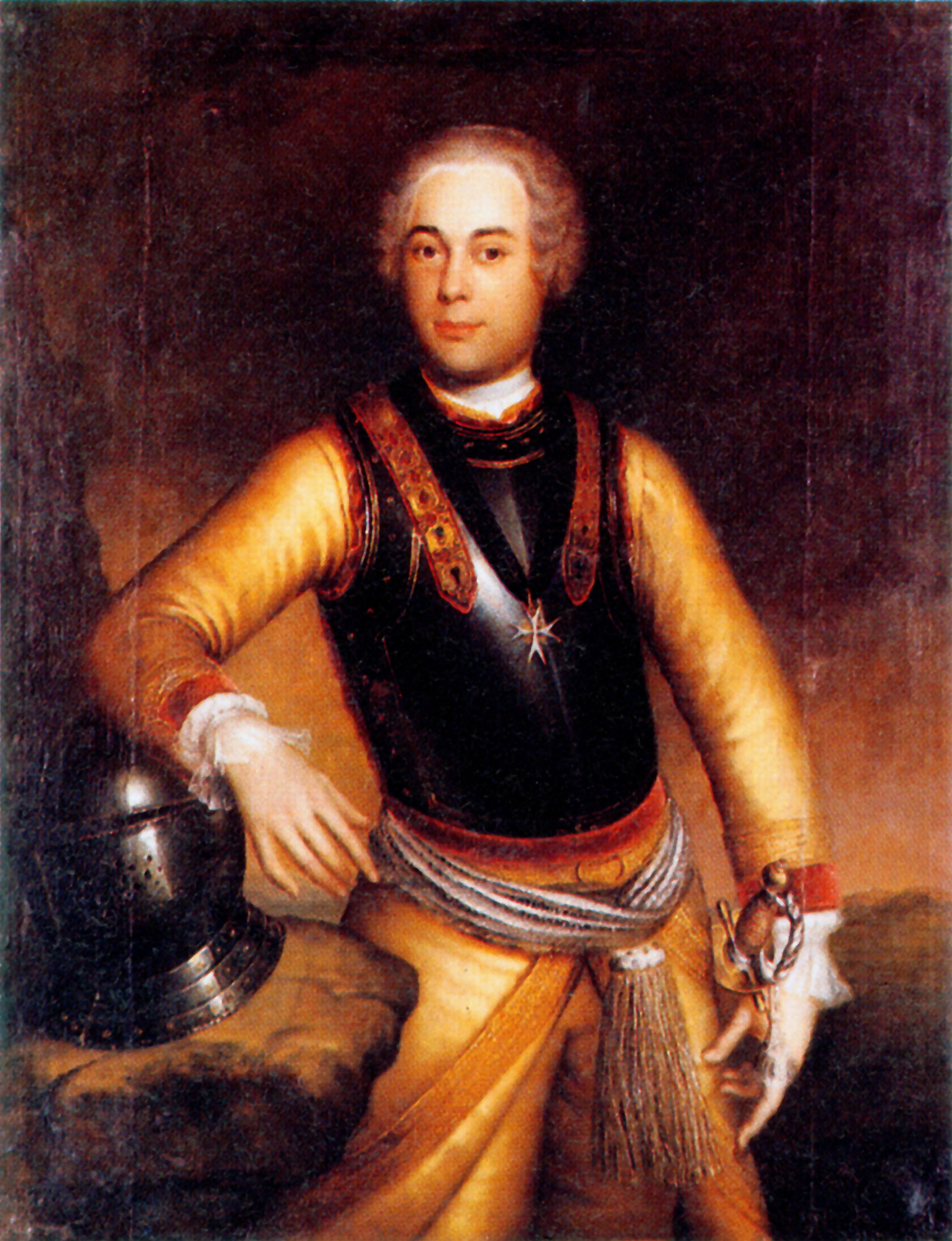
한스 헤르만 폰 카테

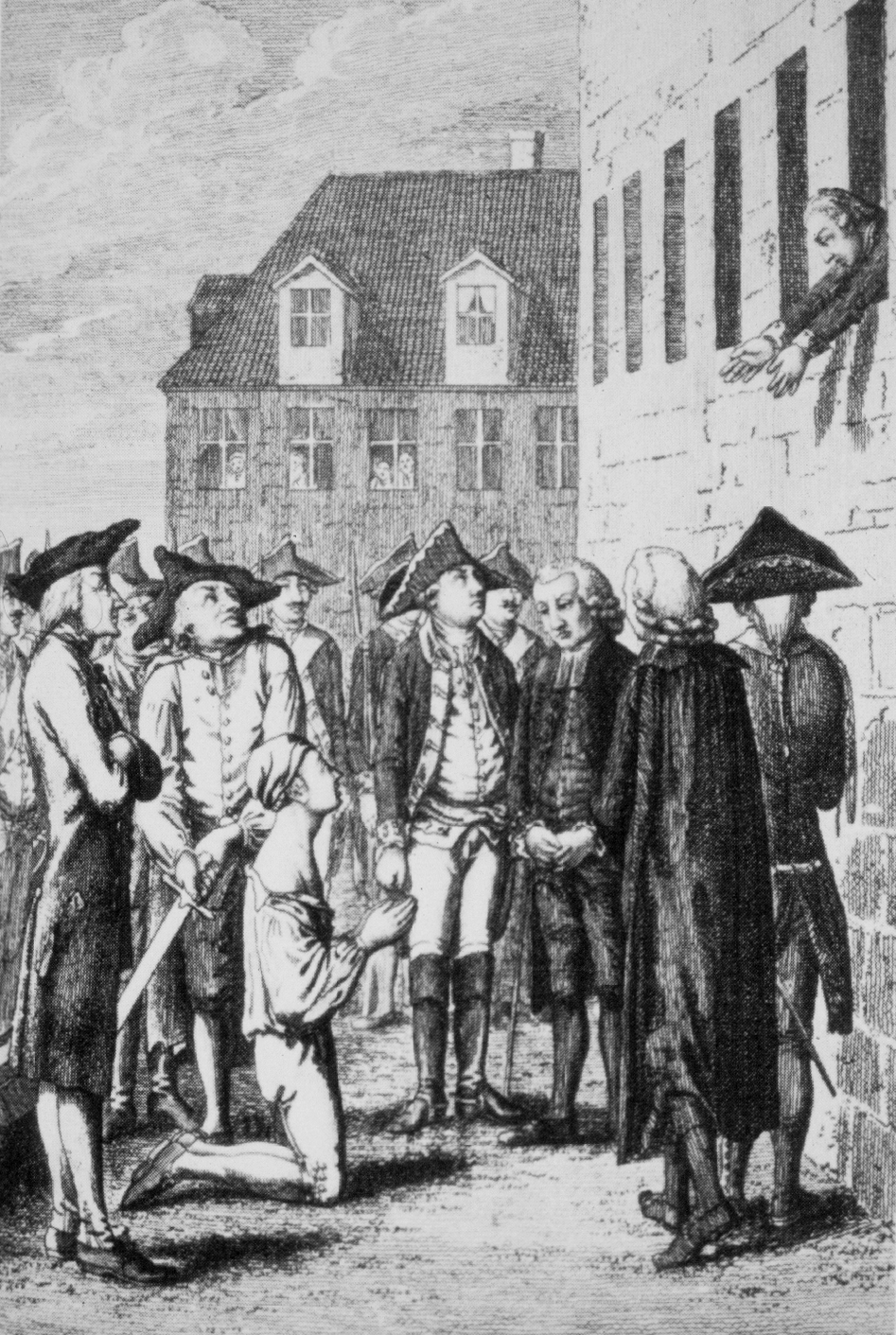
한스 헤르만 폰 카테를 처형하는 모습을 묘사한 그림

한스 헤르만 폰 카테(독일어: Hans Hermann von Katte, 1704년 2월 28일 ~ 1730년 11월 6일)는 프로이센 왕국의 군인이다.
프로이센(현재의 독일)의 수도였던 베를린에서 프로이센의 프리드리히 빌헬름 1세 국왕의 충신이자 흉갑기병이었던 한스 하인리히 그라프 폰 카테(Hans Heinrich Graf von Katte)의 아들로 태어났다. 쾨니히스베르크, 위트레흐트에서 프랑스어, 법학을 전공했고 나중에 프로이센 군대에 복무하게 된다. 귀족 출신인 그는 당시 프로이센의 왕세자였던 프리드리히 2세와 친구이자 연인이 되었다.
1730년 봄에는 부왕인 프리드리히 빌헬름 1세와 갈등이 많았던 프리드리히 2세 왕세자가 어머니의 친정인영국으로 카테와 함께 탈출하다가 체포되면서 감옥에 수감되었다. 노발대발한 프리드리히 빌헬름 1세는 프리드리히 2세의 왕세자 자리를 박탈하고 처형하려고 했으나 신하들과 신성 로마 제국의 카를 6세 황제의 만류로 인해 프리드리히 2세 왕세자의 연인인 한스 헤르만 폰 카테를 프리드리히 2세 왕세자의 눈앞에서 처형시키는 것으로 끝내고 프리드리히 2세 왕세자는 살려두기로 했다.
1730년 11월 6일 퀴스트린(Küstrin, 현재의 폴란드 코스트신나트오드롱(Kostrzyn nad Odrą))에서 프리드리히 빌헬름 1세에 의해 처형되었다. 프리드리히 2세 왕세자는 부왕의 명령에 의해 그 장면을 강제로 지켜봐야만 했다.